# 玉造城
玉造城（たまつくりじょう）は、千葉県香取郡多古町南玉造にあった日本の城。南玉造城、南玉造砦ともいう。

## 歴史
弘安年中（1278-87年）、野平常弘が城主となった。常弘は、平常兼の弟・常房の子、金原常能の子孫とも、常兼の六男で、匝瑳八郎を称し、この地を治めていたとも伝わる。天正16年（1587年）4月10日、玉造城は、矢作城主国分氏に攻められ、当時の城主・野平常義は僧になって村内の字小玉に隠れていたと言われている。
野平氏は北条氏方に属し、小田原合戦で北条氏が豊臣方に敗北すると、南玉造城も開城となった。その際、常義の愛娘・佐良姫がさらわれそうになったが、佐竹義重がそれを助けたという言い伝えがある。佐良姫は、免祖田をもらって暮らしたといい、その地には「サラ免」という地名が残っている。
城内には、常義の墓が遺され、かつて不受不施派信徒の隠れ庵があったと伝わっている。

## 構造
現在残る遺構は、南北朝時代以降から戦国時代にかけて使われた姿と推測されている。城の東側には街道が交差し、交通の要衝だったことが分かる。主郭と二郭の間の堀切を見下ろす位置に八幡神社がある。主郭を取り巻く土塁の中で、この隅だけ高くなっていて、櫓台があったと考えられている。

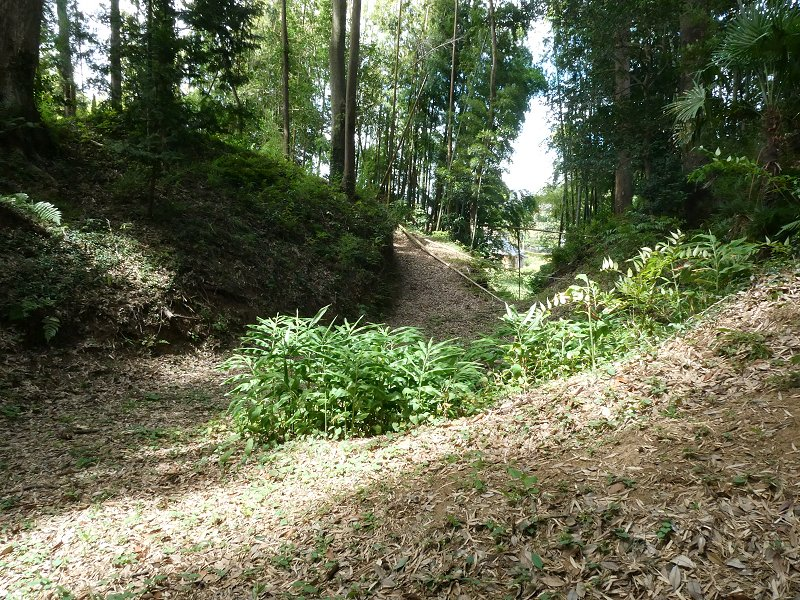
空堀
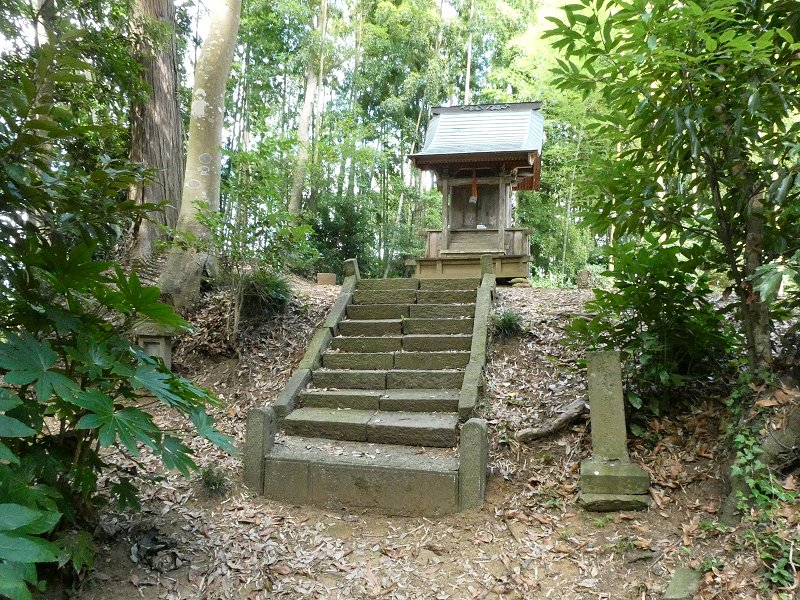
八幡神社
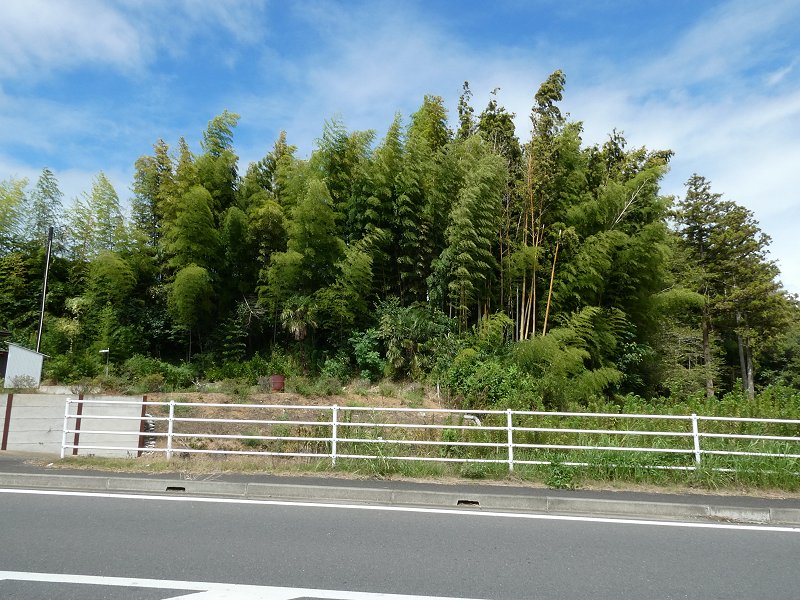
城跡遠景

## アクセス
- JR佐原駅、多古台バスターミナルからJRバス関東　京後部田下車　徒歩30分